# Mushie (territoire)
Le territoire de Mushie est une entité administrative déconcentrée de la province de Mai-Ndombe en république démocratique du Congo.

## Collectivités
Le territoire de Mushie est constitué de la commune de Mushie et d'une chefferie : Baboma-Nord.
| Subdivision | Statut    | Chef-lieu | Notes                         |
| ----------- | --------- | --------- | ----------------------------- |
| Mushie      | Commune   | Mushie    | 8 quartiers                   |
| Baboma-Nord | Chefferie | Mbali     | 3 groupements de 124 villages |